# BBC Choice
 (octobre 2021).
Si vous disposez d'ouvrages ou d'articles de référence ou si vous connaissez des sites web de qualité traitant du thème abordé ici, merci de compléter l'article en donnant les références utiles à sa vérifiabilité et en les liant à la section « Notes et références ».
BBC Choice était une chaîne de télévision de la BBC, qui a existé de 1998 à 2003. Elle a été la première chaîne britannique à diffuser exclusivement via le numérique.

## Histoire
Lancée le 23 septembre 1998, la chaîne diffuse initialement ses émissions de 17 heures à minuit. Sa programmation se compose d'un mélange d'émissions de BBC One et BBC Two et de programmes originaux. Elle retransmet également des festivals comme celui de Glastonbury, ainsi que des compétitions sportives en complément des deux premières chaînes de la BBC.
Dès le mois d'octobre 1998, BBC Choice diffuse également des émissions pour la jeunesse de 6 à 17 heures le samedi et le dimanche sous le nom de « CBBC Choice » (plus tard « CBBC on Choice »). À partir de novembre 1999, la diffusion a lieu tous les jours de 6 à 19 heures, puis les programmes de BBC Choice prennent le relais.
En juin 2000, la chaîne modifie radicalement son format, à l'occasion du grand changement des chaînes de la BBC. À Noël 2002, la BBC annonce la prochaine fermeture de la chaîne qui a lieu le 9 février 2003. Elle est remplacée par BBC Three.